# Льяшево
Льяшево (тат. Льяшево) — село в Тетюшском районе Республики Татарстан России. Административный центр Льяшевского сельского поселения.

## География
Село находится в юго-западной части Татарстана, в зоне хвойно-широколиственных лесов, в пределах восточной окраины Приволжской возвышенности, на правом берегу реки Улёмы, при автодороге 16К-0369, на расстоянии примерно 10 километров (по прямой) к северо-западу от города Тетюши, административного центра района. Абсолютная высота — 87 метров над уровнем моря.

### Климат
Климат характеризуются как умеренно континентальный, с умеренно холодной продолжительной зимой и относительно жарким летом. Среднегодовая температура воздуха составляет 2,9 °С. Средняя температура воздуха самого холодного месяца (января) — −13,5 °C (абсолютный минимум — −36 °C); самого тёплого месяца (июля) — 19,4 °C (абсолютный максимум — 44 °C). Безморозный период длится 136 дней. Среднегодовое количество атмосферных осадков составляет 486 мм, из которых около 326 мм выпадает в период с апреля по октябрь.

### Часовой пояс
Село Льяшево, как и весь Татарстан, находится в часовой зоне МСК (московское время). Смещение применяемого времени относительно UTC составляет +3:00.

## История
Основано во второй половине XVII века. В различных дореволюционных источниках также упоминается как Починок Льяшево. До отмены крепостного права жители относились к категории государственных крестьян. В начале XX века действовали Троицкая православная церковь (построена в 1898 году), церковно-приходская школа, школа грамоты, кузница, водяная мельница и три мелочные лавки.

## Население
Население села Льяшево в 2012 году составляло 124 человека.
| 1859 | 1908 | 1920 | 1926 | 1938 | 1949 | 1958 | 1970 | 1979 | 1989 | 2002 | 2012 |
| ---- | ---- | ---- | ---- | ---- | ---- | ---- | ---- | ---- | ---- | ---- | ---- |
| 793  | 1343 | 1242 | 910  | 1006 | 491  | 391  | 240  | 168  | 171  | 170  | 124  |

### Национальный состав
Согласно результатам переписи 2002 года, в национальной структуре населения русские составляли 70 %.

## Известные уроженцы
Дворецкий Максим Лаврович (1898—1984) — советский учёный-лесовод, доктор сельскохозяйственных наук, профессор. Заведующий кафедрой лесной таксации и лесоустройства Поволжского лесотехнического института имени М. Горького (1946—1981). Заслуженный деятель науки и техники Марийской АССР (1968). Участник Гражданской войны в России и Великой Отечественной войны. Член ВКП(б).